# Schweizerische Pflegerinnenschule mit Frauenspital

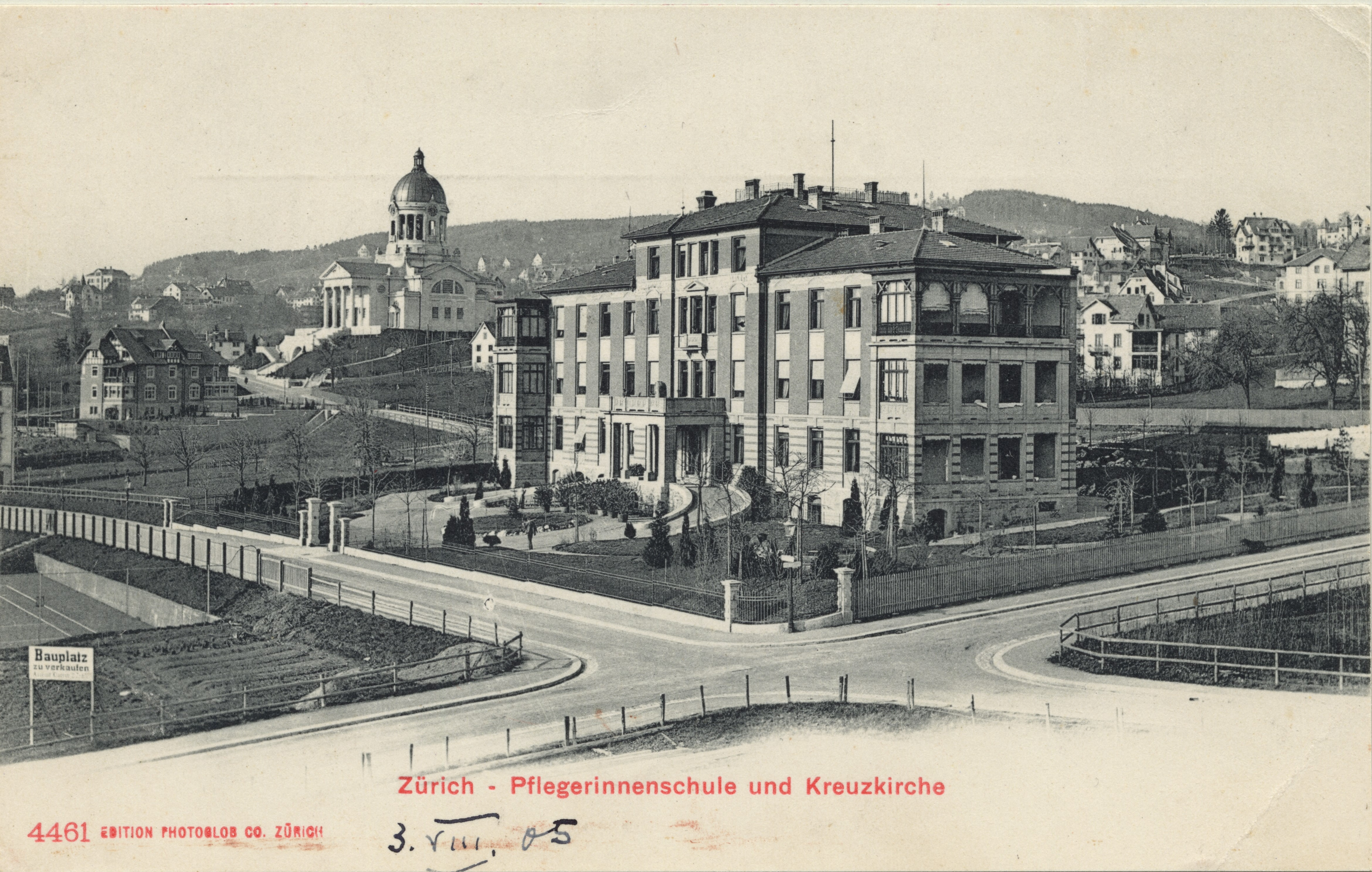
Pflegerinnenschule 1905

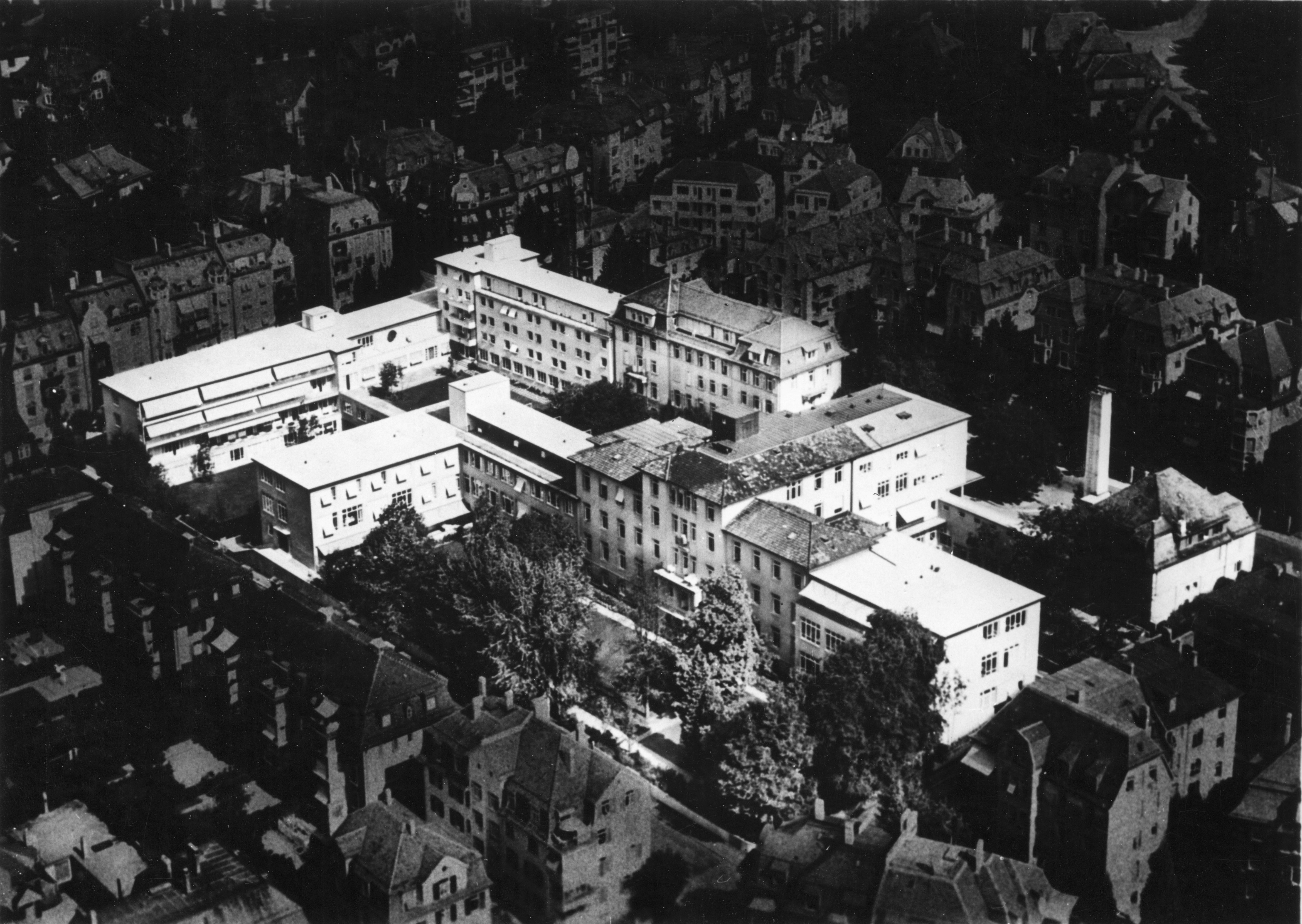
Pflegerinnenschule 1939

Die Schweizerische Pflegerinnenschule mit Frauenspital in Zürich wurde 1901 eröffnet. Sie war die Pionierleistung von drei Gründerinnen. Die gemeinhin «Pflegi» genannte Institution bot eine professionelle, konfessionsunabhängige Ausbildung in Krankenpflege und bestand als unabhängige Institution bis 1997.

## Geschichte

### Gründung
Anna Heer (1863–1918), die erste Schweizer Chirurgin, begann nach ihrem Medizinstudium an der Universität Zürich zunächst als Hausärztin zu arbeiten. Sie war mit Marie Heim-Vögtlin (1845–1916) befreundet. 1892 reichte Anna Heer ihre Dissertation im Fachbereich Chirurgie bei Rudolf Ulrich Krönlein (1847–1910) ein. Im selben Jahr traf sie in der Privatklinik des Schwesternhauses vom Roten Kreuz die Krankenpflegerin Ida Schneider. Die beiden Frauen befreundeten sich und pflegten von da an eine Form von Lebens- und Arbeitsgemeinschaft, wobei sie nie eine gemeinsame Adresse hatten.
Nach Abschluss des Medizinstudiums war Anna Heer Anfang 1889 einige Monate in England gewesen und dort mit den Ideen der Pflegereformerin Florence Nightingale in Kontakt gekommen. Der Ruf nach fachlich qualifizierten Pflegekräften wurde gegen Ende des 19. Jahrhunderts auch in der Schweiz immer lauter. Die drei Frauen, Anna Heer, Marie Heim-Vögtlin und Ida Schneider, setzten sich die Gründung eines konfessionell neutralen Frauenspitals mit angegliederter Pflegerinnenschule in Zürich – ein Spital von Frauen für Frauen – zum Ziel.
Vom 8. bis 12. September 1896 fand in Genf der erste Schweizerische Kongress für die Interessen der Frau statt. Anna Heer stellte dort ihre Idee mit dem Referat «Die Ausbildung in Krankenpflege» den Kongressbesucherinnen vor und warb um die nötigen Mittel. Die Kosten für ein solches Spital wurden auf 400'000 bis 500'000 Franken veranschlagt. Die Frauen machten sich in der Folge, unterstützt vom Schweizerischen Gemeinnützigen Frauenverein (SGF) und seiner 
Präsidentin Gertrud Villiger-Keller (1843–1908) sowie der Vizepräsidentin Emma Coradi-Stahl daran, die nötigen finanziellen Mittel zu finden.
Im Januar 1898 brachte ein grosser Basar in der Zürcher Tonhalle 25'000 Franken ein. Ausserdem verstanden es die Initiantinnen, wichtige Männer mit ins Boot zu holen. Anna Heers Freund und Förderer, Stadtrat Johann Grob, leitete die Baukommission, welcher auch Kantonsbaumeister J. Fierz, der Kaufmann J. Spoerri, Ida Schneiders Vater Albert Schneider und Albert Heim, der Mann von Marie Heim-Vögtlin, angehörten. Man entschied sich für einen Bauplatz am «Römerhof» in Zürich-Hottingen. Die Stadt verkaufte das Land zu einem günstigen Preis. Am Ende belief sich die Bausumme auf 520'972 Franken. Durch Sammlungen und Schenkungen kamen 349'788 Franken zusammen. 262'000 Franken wurden durch Obligationen gedeckt.
Als Vorbild für Bau und Betrieb der Pflegerinnenschule diente das 1889 eröffnete Allgemeine Krankenhaus in Hamburg-Eppendorf, das damals als eines der modernsten Krankenhäuser galt. Die jüngste Schwester von Anna Heer absolvierte dort eine Ausbildung, und in den ersten Jahren wurden regelmässig Hamburger Schwestern als Oberschwestern an die Schweizerische Pflegerinnenschule berufen.
1899 wurde die «Stiftung Schweizerische Pflegerinnenschule mit Frauenspital» durch den Schweizerischen Gemeinnützigen Frauenverein (SGF) ins Leben gerufen. Die Geschäftsleitung der Stiftung besorgte eine vom Verein gewählte Krankenkommission, die von Anna Heer präsidiert wurde. Im selben Jahr erfolgte die Grundsteinlegung. Den Auftrag für den Bau der Schweizerischen Pflegerinnenschule erhielt das Zürcher Architekturbüro Stadler und Usteri.

### Stellenvermittlungsbüro 1899
Wer im 19. Jahrhundert in Zürich Hilfe für die private Pflege suchte, musste froh sein, jemanden zu finden, ebenso ging es umgekehrt jenen, die eine Stelle suchten. Zudem gab es wenig ausgebildetes Personal, Informationen fand man allenfalls beim Portier des Kantonsspitals. Seit 1893 besass der zürcherische Wärterinnen- und Wärterverband – wie man die Krankenpfleger damals bezeichnete – ein Vermittlungsbüro in einem Sanitätsgeschäft. Eine Professionalisierung der Vermittlung tat not, auch dafür setzten sich Anna Heer und Ida Schneider ein. Bereits 1899 eröffnete die Krankenpflegekommission der «Pflegi» ein Stellenvermittlungsbüro für Pflegepersonal, das nach der Inbetriebnahme des Spitals in den Betrieb der «Pflegi» integriert wurde. Das städtische Gesundheitsamt leistete einen jährlichen finanziellen Beitrag.

### Eröffnung 1901
Am 30. März 1901 wurde die Schweizerische Pflegerinnenschule mit Frauenspital an der Carmenstrasse 40 am Zürichberg eröffnet. Sie erhielt schnell den Übernamen «Pflegi». Anna Heer war die Klinik- und Schulleiterin sowie die chirurgische Chefärztin. Marie Heim-Vögtlin leitete die Kinderabteilung, die sogenannte Kinderstube, Jenny Thomann-Koller leistete Geburtshilfe und Oberin Ida Schneider stand den sechs Oberschwestern, 19 Schülerinnen und 12 Hausangestellten vor. Man startete mit 50 Betten für Erwachsene und 10 für Kinder. Im ersten Jahr wurden 90 Kinder in der Pflegerinnenschule geboren und 422 Patientinnen behandelt. 
Haube, Uniform und die Bezeichnung «Schwester» für die Pflegerinnen orientierten sich an den katholischen Ordensschwestern und den reformierten Diakonissen. Zur Unterscheidung trugen die fortgeschrittenen Schülerinnen eine kleine und die diplomierten Schwestern eine grössere Brosche vorne am Kragen.1904 wurden die ersten 13 Krankenschwestern diplomiert. 
1907 wurde weiteres Land erworben und ein Schwesternhaus errichtet, das 1908 eröffnet wurde.

### Krankenpflegeverband Zürich 1909
Am 25. November 1909 gründeten die Verantwortlichen der Schweizerischen Pflegerinnenschule den «Krankenpflegeverband Zürich» als Verein. Dieser sollte unter anderem für eine unentgeltliche, rationelle Vermittlung von Pflegepersonal sorgen, deren Anstellungsverhältnisse verbessern, Art und Dauer der Ausbildung festlegen, ein Krankenpflegeexamen einführen und für die Weiterbildung der Mitglieder sorgen. 1925 trennte sich der Verband von der Pflegerinnenschule und siedelte in eigene Räume über.

### Schule und Spital 1910 bis 1936

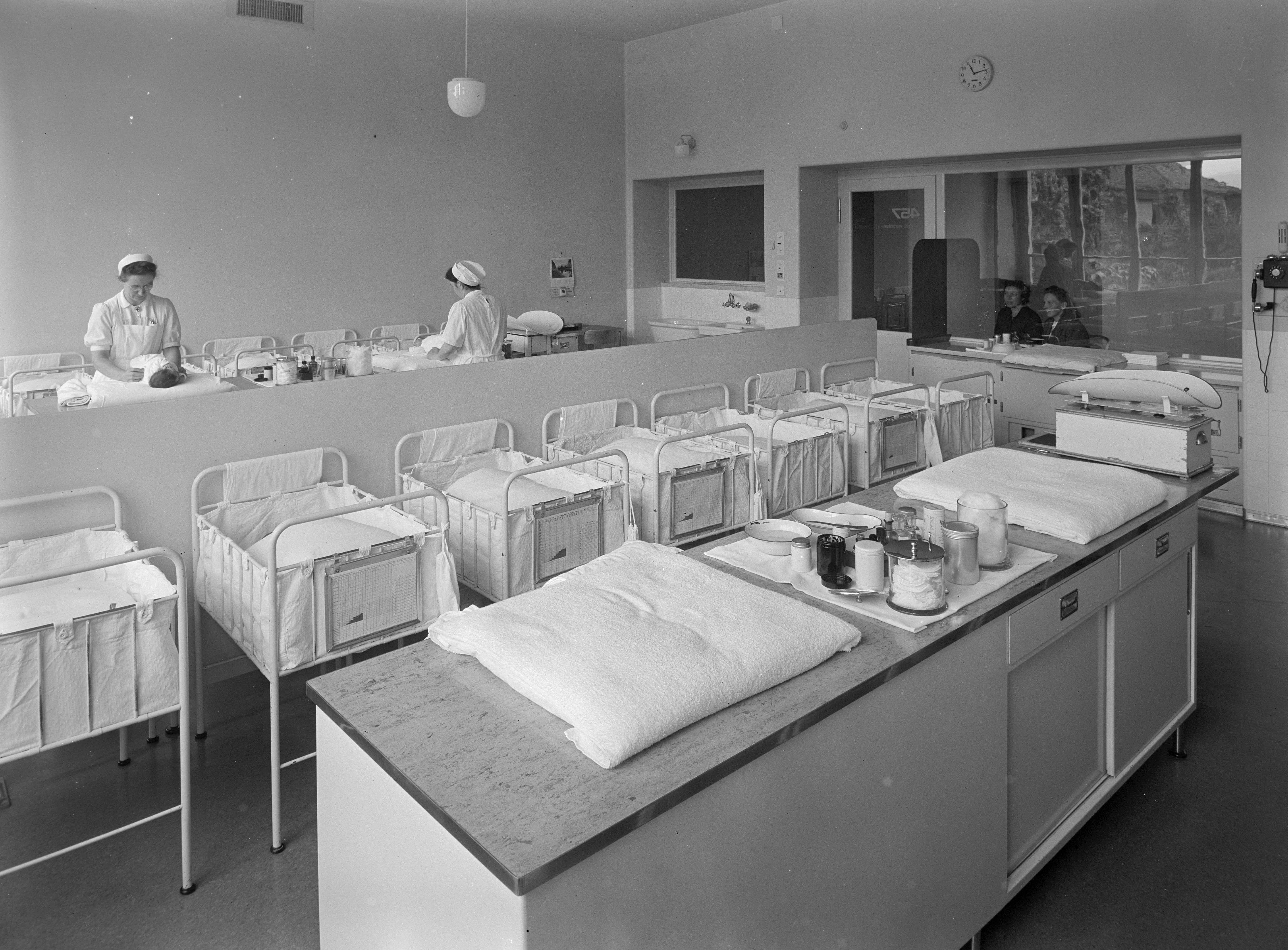
Schulungsraum mit Säuglingsbetten 1950

Schule und Spital wuchsen in den ersten zehn Jahren stetig. 1910 besuchten bereits 126 Schülerinnen die Pflegerinnenschule, im Spital wurden 933 Patientinnen behandelt und 473 Kinder geboren. Im Ersten Weltkrieg waren Krankenschwestern der Pflegi im Einsatz, auch im Ausland. Da sie in der Schweiz zu wenig gebraucht wurden, lieh man sie an die Kriegsmächte aus.
1916 starb Marie Heim-Vögtlin nach längerer Krankheit an Tuberkulose. Zwei Jahre später starb auch Anna Heer 55-jährig an einer Infektion, die sie sich durch eine kleine Schnittwunde während einer Operation zugezogen hatte. Oberin Ida Schneider war bereits 1913 aufgrund von Spannungen mit zwei Ärztinnen von ihrem Amt zurückgetreten.
Nachdem die umtriebige Klinikleiterin Anna Heer 1918 so plötzlich verstorben war, folgte eine unruhige Zeit. Eine Nachfolgeregelung bestand nicht. Am Ende übernahm die Ärztin Frieda Ottiker 1919 die Leitung. Sie verstarb nach einer Magenoperation 1923. Nun kam die einstige Hausärztin Anna Baltischwiler (1876–1952) als Leiterin der Pflegerinnenschule zurück und führte sie bis 1945.
1926 übernahm, als erster und für lange Zeit einziger Mann im Spital, Dr. Alfred Reist die Leitung der Abteilung Geburtshilfe und wurde stellvertretender Leiter. Er war – wie die Klinikleiterin Anna Baltischwyler – ein Anhänger der Eugenik, der Zwangssterilisation von Menschen mit körperlicher und geistiger Behinderung. In den 1930er-Jahren wurden solche Zwangssterilisationen offenbar auch in grösserer Zahl an der Pflegerinnenschule durchgeführt. Alfred Reist arbeitete 37 Jahre lang in der «Pflegi», bis 1963, als er mit 71 Jahren und nach der Begleitung von fast 2000 Geburten zurücktrat.
Nach kurzer Krise erlebte das Spital Ende der 1920er- und Anfang der 1930er-Jahre einen Aufschwung. So wurden jährlich um die 2500 Patientinnen behandelt und zwischen 900 und 1100 Kinder in der Pflegi geboren.

### Bessere Arbeitsbedingungen
Die Pflegi wurde in verschiedener Hinsicht wegweisend für den Beruf der freien Krankenschwester (im Gegensatz zu den bis zur Jahrhundertwende vorwiegend in kirchlichen Institutionen ausgebildeten und gebundenen reformierten Diakonissen und katholischen Schwestern). Die Gründerinnen hielten von Anfang an eine dreijährige Ausbildung und ein ausreichend grosses Schulspital für nötig. Beides wurde in der Schweiz zur Norm.
1926 führte die Pflegerinnenschule als erste in der Schweiz einen dreimonatigen «Vorkurs» für den praktischen und theoretischen Unterricht ein. Die Schülerinnen mussten mindestens 19 Jahre alt sein. Dies waren Vorgaben, die in der Folge von anderen Schwesternschulen übernommen wurden.
Auch in der ersten Hälfte des 20. Jahrhunderts waren die Anforderungen an die Schwestern hart. Schmaler Lohn, Präsenzzeiten inklusive Essenspausen von 14 Stunden, ein halber freier Tag pro Woche, alle vier Wochen ein ganzer Tag sowie vier Wochen Ferien: Dies waren die Bedingungen an der Pflegerinnenschule bis Ende der 1930er-Jahre. Hinzu kamen strenge Vorschriften in Bezug auf Kleidung und sittliches Verhalten. Weil die Absicherung im Alter ein Problem war, führte die «Pflegi» bereits 1927 eine obligatorische Rentenversicherung für die Schwestern ein. Ende der 1930er-Jahre wurden die Regeln bezüglich Arbeits- und Freizeit verbessert.
1940 traten die Oberin der Pflegerinnenschule Lydia Leemann (1885–1979) und die Schulschwester Anna Riesen zurück. Danach setzten sie sich gemeinsam für die bessere soziale Absicherung des Schwesternberufs nach dem Vorbild der Pflegi ein. Sie gründeten eine Beratungsstelle für die Schwestern der «Pflegi» und führten Anfang der 1940er-Jahre mit Zustimmung des Vorstands der Vereinigung Schweizerischer Krankenanstalten (VESKA) eine breit angelegte Befragung in Schweizer Spitälern durch. Das Resultat war, dass die durchschnittliche Wochenarbeitszeit für Schwestern 78 Stunden betrug, bei einem Gehalt von monatlich 130 Franken plus Kost und Logis.
Was an der Pflegerinnenschule bereits eingeführt war, formulierten Lydia Leemann und Anna Riesen nun als generelle Vorschläge: maximal 60 Arbeitsstunden pro Woche, wöchentlich ein Ruhetag von 24 Stunden, Versicherung bei Krankheit, Altersvorsorge und ein Minimallohn von 140 Franken, Ferien und Berufsausübung nach Bewilligung der Behörden. Die Vorschläge flossen in den vom Bundesrat erlassenen «Normalarbeitsvertrag für das Pflegepersonal in Anstalten» von 1947 ein.

### 1930er- bis 1960er-Jahre

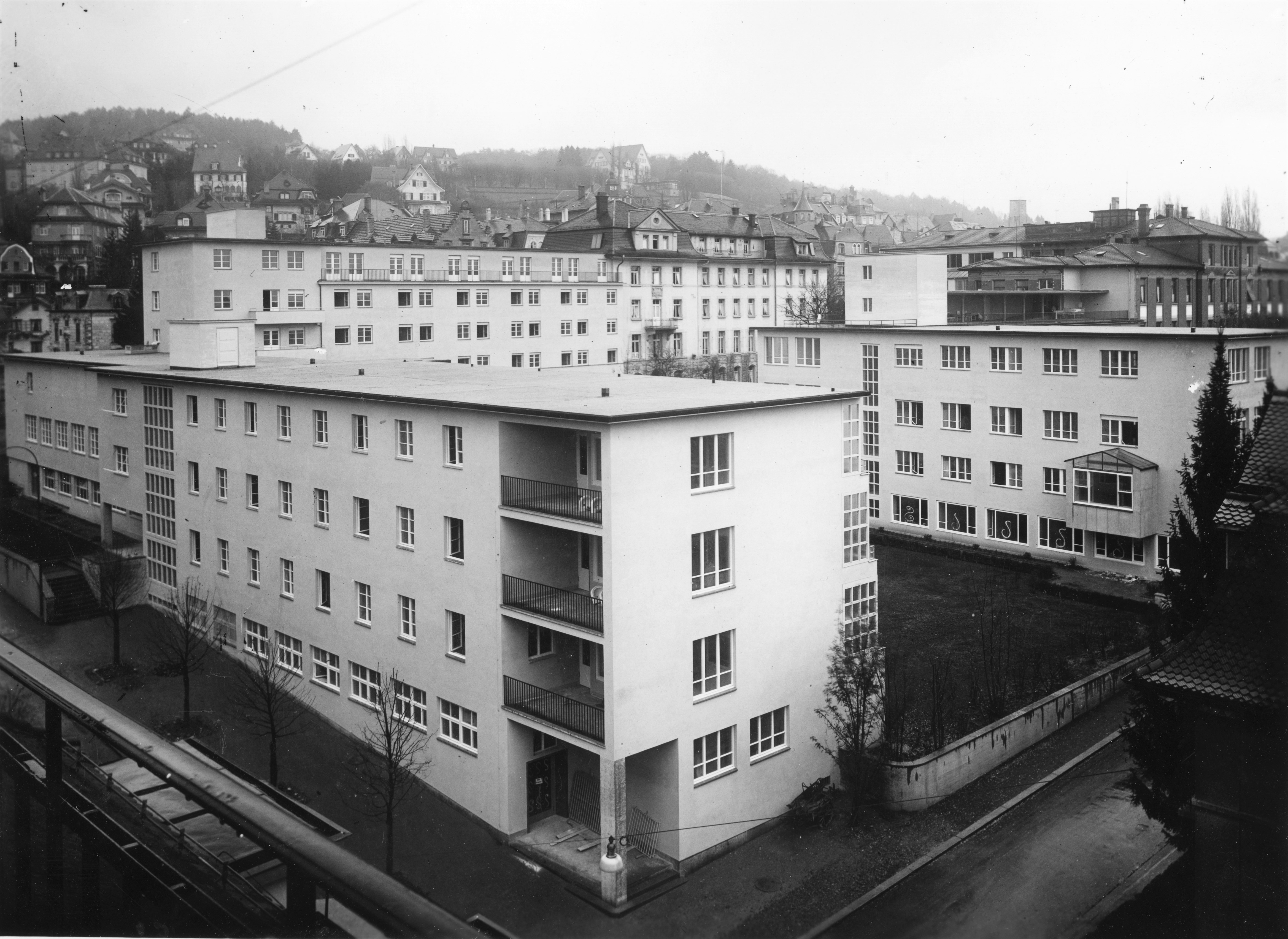
Pflegerinnenschule 1945

1936 änderte die «Pflegi» ihren Namen. Aus der «Schweizerischen Pflegerinnenschule mit Frauenspital» wurde die «Schweizerische Pflegerinnenschule mit Krankenhaus». Ausserdem erweiterte man die Gebäude mit Um- und Neubauten für das Kinderkrankenhaus.
1939 wurden bei Ausbruch des Zweiten Weltkriegs 200 Schwestern mobilisiert. Allein im Jahr 1940 absolvierten 217 Schwestern der Pflegerinnenschule in Militärsanitätsanstalten, Sanitätszügen und chirurgischen Ambulanzen 20'520 Diensttage.
Anfang der 1940er-Jahre nahm die «Pflegi» jährlich rund 100 neue Schülerinnen für die Ausbildung auf. Im Laufe der 1940er-Jahre gab es jährlich um die 1000 Geburten und man behandelte über 3000 Patientinnen.
Die Spitalrechnung verzeichnete jeweils ein Defizit. 1946 entstand deshalb der Verein «Freunde der Schweizerischen Pflegerinnenschule». Mit den Mitgliederbeiträgen konnte der von der Stiftung zu tragende Anteil des Betriebsdefizits jedes Jahr weitgehend gedeckt werden.
In den 1950er-Jahren wuchs das Spital weiter. Die Patientinnenzahl lag nun bei 4000 jährlich.
Im Juni 1962 starb die langjährige Chefärztin Martha Friedl-Meyer. Die Krankenpflegekommission beschloss daraufhin, die ärztliche Leitung des Spitals in Zukunft in einem zweijährigen Turnus durch die leitenden Abteilungsärztinnen zu besetzen. Den Anfang machte Gertrud Schachenmann, gefolgt von Marie Lüscher. Als Regula Ehrat die Leitung 1967 übernahm, hob man die Regel auf. Sie blieb in ihrer Rolle als Chefärztin bis zur Pensionierung 1984.
1963 eröffnete man ein neu erworbenes und umgebautes Haus an der Carmenstrasse 43 als Schulhaus für die Schwestern. Ab 1964 nahm die «Pflegi» auch männliche Patienten auf und in der Folge gab es auch vermehrt männliche Ärzte.

### 1970er- und 1980er-Jahren
1970 nahm das Stadtspital Triemli seinen Betrieb auf. Zusammen mit dem 1969 eröffneten Limmattalspital stieg damit die Bettenkapazität im Umfeld der Stadt um rund 1000. Die Pflegerinnenschule musste ihre Taxen an jene der staatlichen Spitäler anpassen. Dank einem Vertrag mit dem Verband der Krankenkassen wurden nun aber die Gesamtkosten auf der allgemeinen Abteilung von der Krankenkasse übernommen. Da die Schwesternschule des Triemlispitals über keine Leitung verfügte, bot die «Pflegi» an, dass ihre Oberin Elisabeth Waser beide Schulbetriebe führen könnte, was nach längeren Verhandlungen umgesetzt wurde. Die Schulen blieben aber unabhängig.
1971 änderte man den Namen der Stiftung von «Schweizerische Pflegerinnenschule mit Frauenspital» in «Schweizerische Pflegerinnenschule, Schwesternschule und Spital, Zürich». Ab 1972 mussten die Schwestern der «Pflegi» keine Hauben mehr tragen.
1974 nahm die «Beratungsstelle für Familienplanung» ihre Arbeit an der «Pflegi» auf. Im Jahresbericht von 1978 heisst es, dass 740 Frauen Beratung gesucht hätten. Die Hälfte davon interessierte sich für Verhütungsmittel, ein Viertel wünschte eine Schwangerschaftsunterbrechung, was in der Schweiz offiziell bis zur Einführung der Fristenlösung 2002 illegal war. In der Praxis wurde es aber meist pragmatisch gehandhabt.
Die «Pflegi» und die Stadt Zürich gründeten 1976 gemeinsam den Verein «Krankenpflegeschule Zürich» und fassten darin die Berufsschulen von «Pflegi» und Triemli zusammen.
Dass sich das einstige Frauenwerk zunehmend in ein geschlechtergemischtes Haus wandelte, setzte sich in den 1970er-Jahren fort. War 1951 nur 1 Mann unter 11 Ärztinnen, gab es 1975 bereits 15 Männer und nur noch 8 Frauen. Davon leiteten 3 Frauen und 4 Männer je eine Abteilung. Diese Entwicklung setzte sich in den 1980er-Jahren fort. Ab 1985 bis zur Schliessung der «Pflegi» lag die ärztliche Leitung ganz in Männerhand.
1978 eröffnete man 16 Altersapartments für ehemalige Schwestern. Sie wurden in nicht mehr benötigten Räumen der «Pflegi» eingerichtet. Der Gedanke einer sozialen Absicherung lediger Schwestern zog sich durch die Geschichte der Schweizerischen Pflegerinnenschule.
In den 1970er-Jahren stieg die Zahl der jährlich behandelten Patientinnen und Patienten auf 6500 bis 7000 Personen. Man musste sich zunehmend mit der Strategie und der Finanzierung des steigenden jährlichen Defizits auseinandersetzen. Im Selbstverständnis war man ein gut geführtes, kleineres, vielseitiges Mittelstandsspital. Seit Ende der 1960er-Jahre übernahmen Stadt und Kanton Zürich jeweils 98,5 Prozent des Defizits, das sich 1976 auf 7,5 Millionen Franken belief. Die restlichen 1,5 Prozent wurden durch den «Verein der Freunde der Schweizerischen Pflegerinnenschule» sowie durch Spenden und Legate gedeckt.
Am 7. Dezember 1988 kam das hunderttausendste Kind in der «Pflegi» zu Welt, ein Mädchen namens Annika.

### Fusion und Auflösung 1998
1994 nahm der Stiftungsrat der «Pflegi» Kontakt mit dem Stiftungsrat des Zürcher Rotkreuz-Spitals auf, um über eine mögliche Fusion und Planung einer gemeinsamen Klinik mit Neubau am «Römerhof» in Zürich zu diskutieren. Was zunächst in der Gesundheitsdirektion auf Anklang stiess, wurde im Frühling 1996 aus politischen Gründen plötzlich abgelehnt. Ende November 1996 stellte man die Fusionsplanung ein. Zwangsläufig, denn in der neuen «Zürcher Spitalliste» figurierte die Schweizerische Pflegerinnenschule nicht mehr als eigenständiges Spital, erhielt aber noch einen Leistungsauftrag für sechzig Betten. Für das private Rotkreuz-Spital gab es keinen Leistungsauftrag mehr, es schloss im September 1997 seine Tore. Die «Pflegi» musste einen anderen Fusionspartner finden, was recht schnell gelang.
Per 1. Januar 1998 fusionierte die Stiftung Schweizerische Pflegerinnenschule, Schwesternschule und Spital mit der Stiftung Diakoniewerk Neumünster. Die 1858 gegründete Diakonissenanstalt Neumünster hatte zwar, anders als die «Pflegi», einen religiösen Hintergrund, aber es waren auch Frauen, welche die Institution über Jahrzehnte führten und prägten.
352 Arbeitsplätze und 150 Betten gingen mit der Fusion verloren. Die Abteilungen Chirurgie und Medizin wurden aufgelöst. Das verbleibende Personal der Frauenklinik und der Neonatologie der «Pflegi» zog vom Römerhof in Zürich um ins Spital Zollikerberg, das zunächst noch «Pflegi-Neumünster» hiess. Heute ist es das Spital Zollikerberg und wird von der «Stiftung Diakoniewerk Neumünster – Schweizerische Pflegerinnenschule» mit öffentlichem Leistungsauftrag betrieben. Mit der Fusion erhielt das Spital in Zollikerberg neu eine Geburtenabteilung, die sich über die Jahre stark entwickelte. Heute kommen dort jährlich rund 2'000 Kinder zur Welt.
Mit Fusion und Umzug verschwand das Pionierwerk von Frauen für Frauen am Zürcher «Römerhof» knapp hundert Jahre nach seiner Gründung. 120'000 Kinder waren in dieser Zeit in der Pflegi geboren worden. Das Bedauern über das Verschwinden des beliebten einstigen Frauenspitals, das so viele Pflegefachfrauen ausgebildet hatte und über eine ganz eigene «Pflegi-Kultur» verfügte, war gross. Trix Heberlein, die langjährige Präsidentin des Stiftungsrates der Schweizerischen Pflegerinnenschule (1977–1997), schrieb im letzten Jahresbericht der Pflegi: «Dass dabei Institutionen, die mit viel privater Initiative, grossen Eigenmitteln und einem anerkanntermassen qualitativ hochstehenden und kostengünstigen Angebot aufgegeben werden müssen, schmerzt besonders.»
Auf dem ehemaligen Areal der «Pflegi» riss man einen Grossteil der Bauten ab. Im Auftrag der «Stiftung Diakoniewerk Neumünster Schweizerische Pflegerinnenschule» entstand zwischen 1999 und 2002 eine Überbauung mit 48 Mietwohnungen, 11 Ateliers und einer Arztpraxis. Federführend waren die Architekten Annette Gigon und Mike Guyer.
Gründerin Anna Heer wurde 1935 mit der Benennung einer Strasse in Zürich-Unterstrass gewürdigt. Ausserdem widmete ihr die Schweizer Post 1963 eine Briefmarke.
Das Archiv der Schweizerischen Pflegerinnenschule mit Frauenspital in Zürich befindet sich in der Gosteli-Stiftung – Archiv zur Geschichte der schweizerischen Frauenbewegung.

## Persönlichkeiten

### Chefärztinnen und Chefärzte
Die ärztliche Leitung des Spitals lag jeweils in der Hand der Chefärztin.
- 1901–1918: Anna Heer
- 1919–1923: Frieda Ottiker
- 1923–1945: Anna Baltischwiler
- 1945–1961: Martha Friedl-Meyer
- 1962–1964: Gertrud Schachenmann
- 1965–1967: Marie Lüscher
- 1967–1984: Regula Ehrat
- 1985–1986: Georg Forster
- 1986–1988: Peter Sigg
- 1988–1998: Beat Morell

### Oberinnen
Die Schulleitung lag in den Händen der Oberin.
- 1901–1914: Ida Schneider
- 1915–1919: Jeanne Lindauer
- 1919–1921: Madeleine Gaule
- 1921–1923: Elsa Rabowska
- 1923–1924: Martha Lüssi
- 1924–1940: Dr. phil. Lydia Leemann
- 1940–1945: Dr. iur. Susanne Rost
- 1946–1967: Dr. phil. Margrit Kunz
- 1967–1981: Elisabeth Waser
- 1982–1988: Franziska Bremi (Schuldirektorin Krankenpflegeschule Zürich)